# Richard Swann Lull

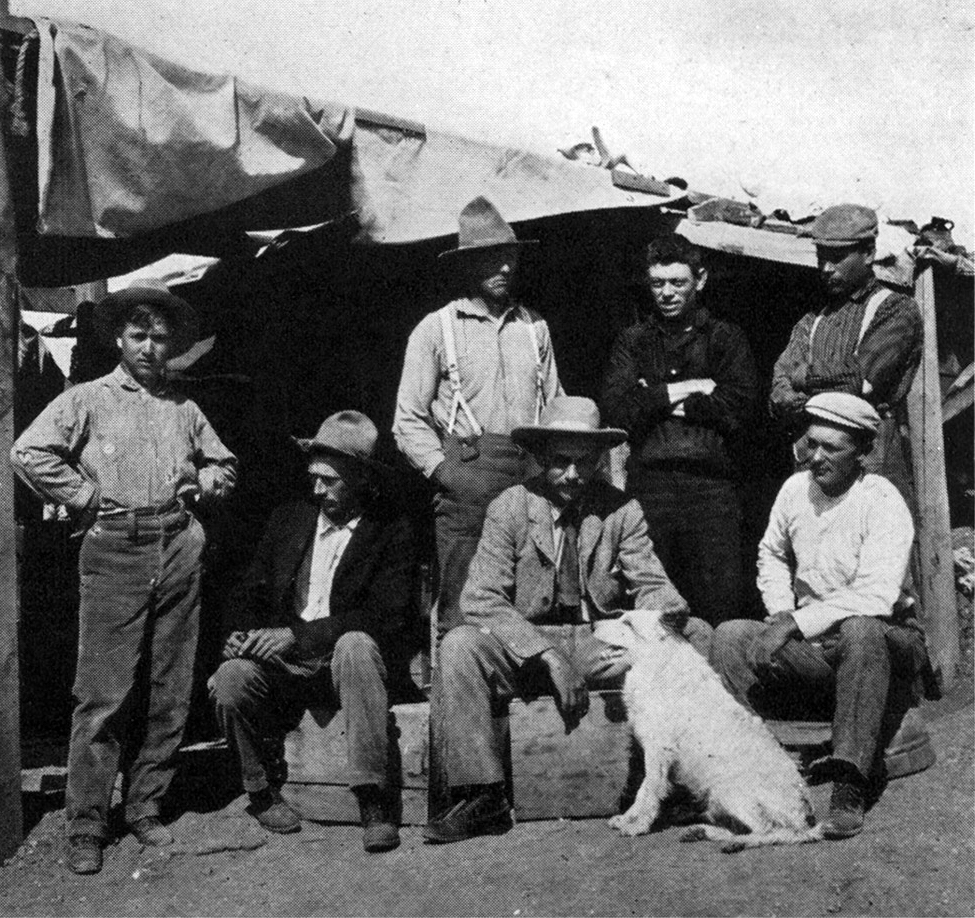
Lull, de lange staande man in de achterste rij met een Stetson op, in 1899

Richard Swann Lull (Annapolis, 6 november 1867 – New Haven, 22 april 1957) was een Amerikaans paleontoloog uit de vroege twintigste eeuw.
Lull werd geboren in Annapolis, Maryland, als zoon van marineofficier kapitein-ter-zee Edward Phelps Lull en diens eerste vrouw Elizabeth Burton, dochter van brigade-generaal Henry Stanton Burton en diens eerste vrouw Elizabeth Ferguson Smith. Zijn moeder, geboren in 1841, overleed reeds na drie jaar huwelijk in 1868; Richard had nog een oudere zus Elizabeth, geboren in 1866. "Swann" was niet zijn tweede voornaam maar een tweede familienaam die hij al vroeg zou aannemen om Annie Hill Swann te eren, een oudtante die eerst zijn moeder had opgevoed en daarna zijn eigen opvoeding ter harte zou nemen. In 1891 zou hij samen met zijn zus met succes de erfenis van zijn grootvader H.S. Burton, een ranch in Californië, opeisen van diens tweede, Mexicaanse, vrouw, de schrijfster María Amparo Ruiz de Burton. Op 2 juli 1894 huwde Lull te Newark de twintigjarige Clara Coles Boggs, dochter van de bankier Charles D. Boggs. Op 11 april 1895 werd hun dochter Dorothy H. Lull geboren. Lull was een episcopalian en republican.
Richard werd, omdat hij loenste en in zijn puberteit half doof was geraakt door de bof, afgewezen door de United States Naval Academy, hoewel zijn vader daar docent was en hijzelf een enthousiast zeiler. Hij ging in plaats daarvan, na een voorbereidende opleiding vanaf 1884 aan de New Jersey State Model School te Trenton, in 1888 natuurwetenschappen en uiteindelijk zoölogie studeren op het Rutgers College in New Jersey, alwaar hij in juni 1896 de graad Master of Science haalde. Lull, lang en atletisch gebouwd, was op het college een fanatiek hardloper, kogelslingeraar en speler van American football en haalde ook eens een gouden Myron W. Smith-medaille voor redekunst. Al na het bereiken van de graad van bachelor in 1893 was hij in juni van dat jaar als entomoloog gaan werken bij het Amerikaanse departement van landbouw; op 1 januari 1894 kreeg hij een positie als assistent-professor bij het State Agricultural College in Amherst, Massachusetts. In de zomer van 1897 studeerde hij korte tijd aan het Marine Biological Laboratory te Cold Spring Harbor, op Long Island. In Amherst was het Amherst College gevestigd dat een aanzienlijke collectie fossielen bezat, waaronder de beroemde verzameling triadische dinosauriërsporen aangelegd door Edward Hitchcock. Lull vatte hier een vurige belangstelling voor paleontologie op; in juni 1899 werd hij benoemd als conservator van het Zoölogisch Museum aldaar. In 1899 liet hij zich echter ook als veldwerker inhuren door de directeur van het American Museum of Natural History, Henry Fairfield Osborn, voor een opgraving in de beroemde Bone Cabin Quarry in Wyoming. Osborn zat een beetje met het geval in zijn maag: hij was erg onder de indruk geraakt van het aristocratische voorkomen van Lull, voornaam in houding en kleding, maar vreesde dat zijn nieuwe kracht wat overgekwalificeerd was voor het eenvoudige werk. Lull arriveerde dus op de vindplaats compleet met instructies om hem niet te sparen bij het hakken en stenen sjouwen. Dat jaar lukte het om een vrij compleet exemplaar van Brontosaurus te bergen en Lull bleek daarbij, intelligent, hard werkend en altijd correct in de omgang, een nuttige aanvulling van het team. Belangrijker voor Osborn was dat Lull het onderwerp ook theoretisch snel onder de knie kreeg en er technisch hoogwaardige artikelen over kon schrijven. In 1902 ging hij samen met Barnum Brown, die Lull nogal een verwaande kwast vond, op expeditie voor het AMNH naar Montana waar een schedel van Triceratops opgegraven werd, die door Lull beschreven zou worden. In 1903 haalde hij zijn doctorsgraad bij de Columbia University.
Na nog een korte tijd bij het Amherst College in dienst te zijn geweest, werd Lull in 1906 benoemd als Assistant Professor of Vertebrate Paleontology bij het Yale College, en als Associate Curator of Vertebrate Paleontology bij het Yale Peabody Museum, het aan Yale verbonden natuurhistorisch museum. Hij functioneerde daar als opvolger van de plots overleden John Bell Hatcher en moest als conservator het restant van de collectie van de beroemde professor Othniel Charles Marsh beheren – belangrijke delen waren verkocht aan het AMNH en het Smithsonian. Als zodanig voltooide Lull de monografie over de Ceratopia die Marsh en Hatcher hadden voorbereid; een kwart eeuw later zou hij nog een eigen monografie over dit onderwerp laten verschijnen. Voor de fossielen uit New England zou hij echter een bijzondere belangstelling behouden. In 1911 adviseerde hij over de beschrijving van de in dit gebied gevonden Podokesaurus, de eerste dinosauriër die door een vrouw benoemd werd. In 1915 publiceerde hij Triassic Life of the Connecticut Valley, nog steeds een standaardwerk op dit gebied. In 1922 werd hij directeur van het Yale Peabody Museum en gaf leiding aan de bouw van een nieuwe tentoonstellingshal. Als eerste Amerikaanse museum toonde dit alle fossielen in een evolutionaire volgorde; het liet de mens zien als een eindfase in de evolutie van de primaten. Daarbij werden skeletten in een reeks van halfaap, aap, mensaap en mens neergezet. Lull bedacht ook een het publiek aansprekende wijze om modellen van prehistorische dieren op te stellen: de ene helft liet het dier in levenden lijve afgebeeld zien, de andere helft als skelet. 

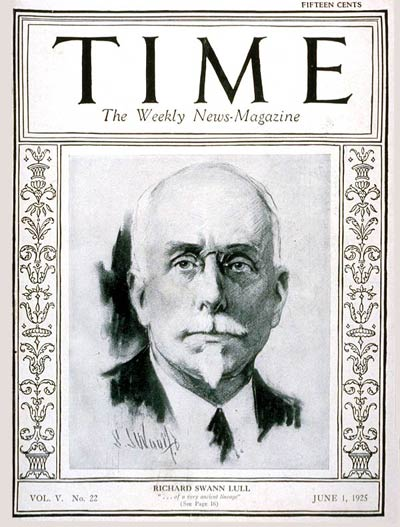
Lull op de cover van Time Magazine, 1 juni 1925

Lull probeerde ook het creationisme, dat in de jaren twintig voor het eerst een belangrijke politieke stroming werd in Amerika, van repliek te dienen. Daartoe publiceerde hij in 1925 een half jaar vóór de opening van het nieuwe gebouw een populairwetenschappelijk boek, The Ways of Life, dat het bewijsmateriaal voor evolutie voor een groot publiek inzichtelijk maakte. Time Magazine, dat pro-evolutie was, toonde daarom op 1 juni 1925 een lithografie naar een pastel met het portret van Lull door William Sergeant Kendall op de omslag. Als professor bij Yale verrichtte Lull weinig veldonderzoek maar besteedde veel tijd aan het geven van colleges. Hij was zeer populair onder de studenten. Lull was een aanhanger van een school die indertijd als zeer modern gold maar tegenwoordig als totaal achterhaald wordt beschouwd: de orthogenetica die uitging van de gedachte dat genen complexe eiwitverbindingen waren, waarvan de eigenaardigheden "evolutionaire trends" zouden veroorzaken en waarvan de entropie tot "raciale veroudering" kon leiden. Deze gedachten zette hij onder andere uiteen in zijn Organic Evolution van 1917, waarin hij stelde dat de erfelijkheid samenhing met de totale energiehuishouding van het organisme. In zijn beschrijving van concrete diergroepen bleef Lull echter meestal zeer descriptief en vermeed het overal voorbeelden van degeneratie te willen ontdekken. Desalniettemin zou hij in de jaren zeventig hevig bekritiseerd worden door Robert Thomas Bakker die Lull zag als hét voorbeeld van een verkalkte paleontoloog van de oude school die dinosauriërs als inferieur aan zoogdieren beschouwde.
In 1936 ging Lull met pensioen, maar bleef tot bijna aan zijn dood als curator emeritus dienstbaar aan het museum.